# Gustave Guillaumet

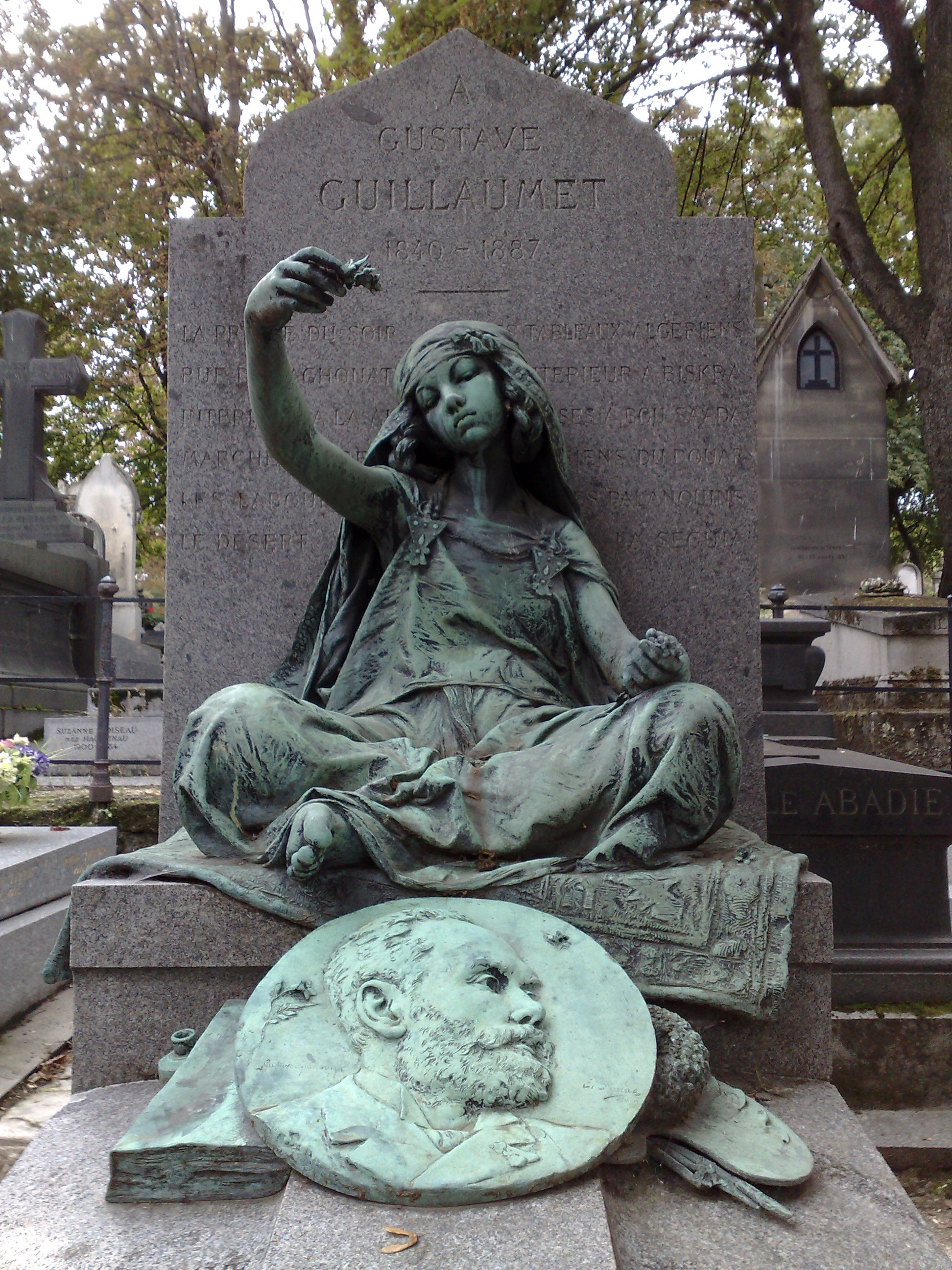
Tomba di Guillaumet

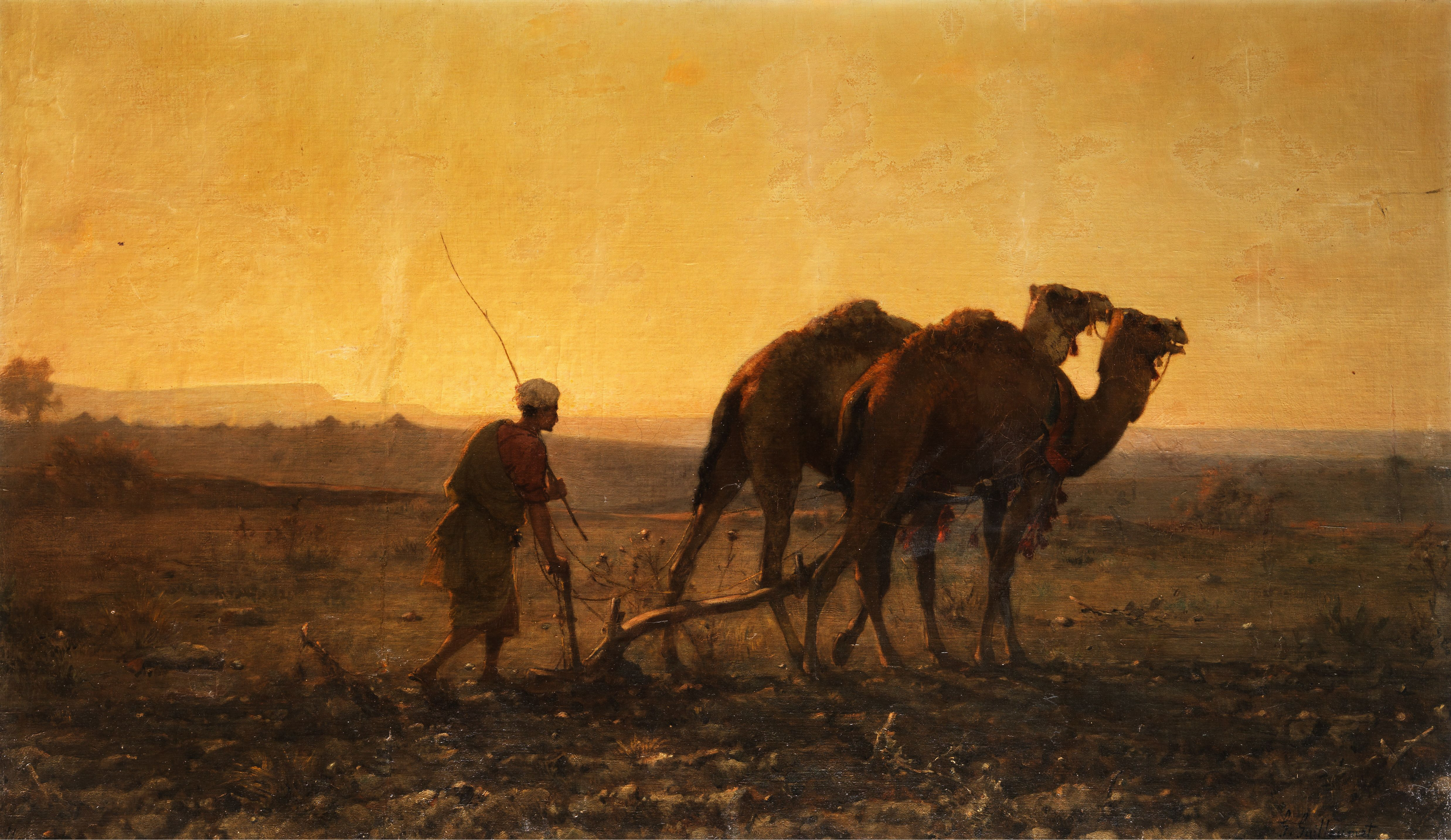
Arabo che ara con i cammelli nel paesaggio serale, 1861

Gustave Achille Guillaumet (Puteaux, 26 marzo 1840 – Parigi, 14 marzo 1887) è stato un pittore francese. È noto soprattutto per i suoi dipinti del Nordafrica.

## Biografia
Gustave Guillaumet nacque nel 1840 a Puteaux (ora nell'Hauts-de-Seine, Parigi) dal tintore Jean Pierre Guillaumet e da Catherine Charlotte Gruson.

## Carriera

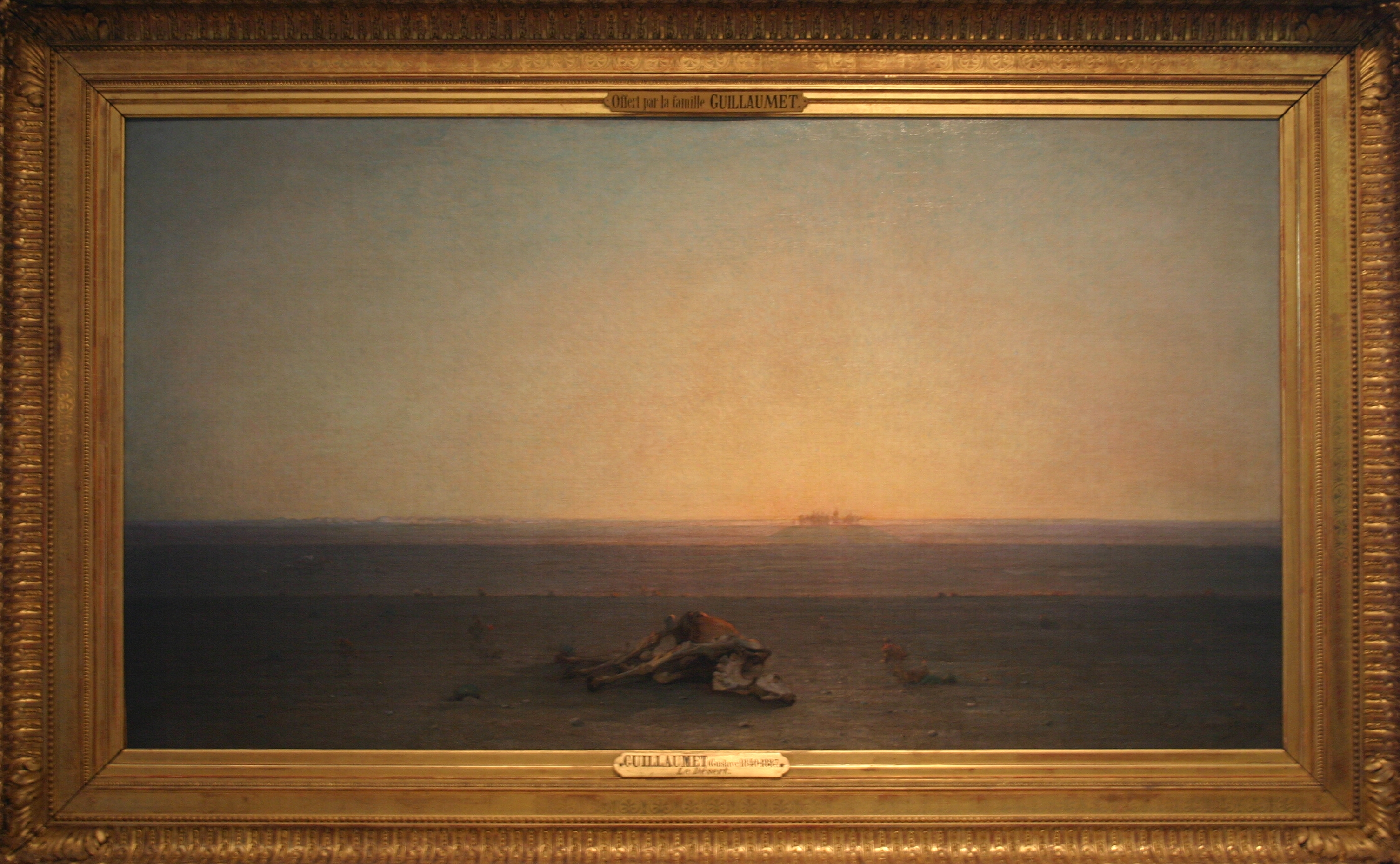
Il Sahara

Guillaumet inizialmente fu studente di François-Edouard Picot e Félix-Joseph Barrias. Nel 1857 entrò all'École nationale supérieure des Beaux-Arts di Parigi, dove divenne studente di Alexandre Abel de Pujol.
Nel 1861 Guillaumet entrò nella categoria del Paesaggio storico del Prix de Rome per una borsa di studio per studiare all'Accademia di Francia a Roma. Non essendo riuscito a vincere, viaggiò allora attraverso il Mediterraneo fino all'Algeria, nel Nordafrica. Mentre si trovava lì contrasse la malaria e dovette trascorrere tre mesi all'ospedale militare di Biskra.
Guillaumet visitò l'Algeria dieci volte tra il 1861 e il 1867. Preferiva viaggiare nel sud e molte delle sue opere descrivono la vita della gente del deserto.
Mentre l'Orientalismo in genere forniva un'immagine deliberatamente idealizzata o aneddotica del Nordafrica, il lavoro di Guillaumet è stato importante per la rappresentazione della durezza della vita in una regione desertica. Il Sahara presenta la carcassa di un cammello in primo piano con una roulotte, o il miraggio di una, all'orizzonte e un deserto vuoto nel mezzo. Fu esposto per la prima volta con notevole successo al Salon del 1868.
Tra il 1879 e il 1884 La Nouvelle Revue pubblicò tavole di scene algerine raccolte da Guillaumet. Queste furono in seguito pubblicate come libro, Tableaux Algériens. Comprende dodici incisioni di Guillaumet, Courtry, Paul Edmé Le Rat, Adolphe-Alphonse Géry-Bichard, August Müller e Toussaint; sei fotografie di Dujardin e centoventotto incisioni in rilievo tratte da disegni e schizzi dello stesso Guillaumet. Il libro fu pubblicato nel 1888, dopo la morte di Guillaumet ed è preceduto da una nota sulla sua vita di Eugène Mouton.
Nel 1878 Guillaumet fu nominato Cavaliere della Legione d'Onore, la più alta decorazione in Francia.

## Vita privata
Suo figlio Gustave Guillaume (il cui cognome era cambiato), nato nel 1883, divenne un famoso linguista.

## Morte
Guillaumet morì a Parigi nel 1887. Le congetture sulle circostanze della sua morte, presumibilmente peritonite, furono pubblicate nel The New York Times il 6 aprile. L'articolo affermava che Guillaumet aveva lasciato moglie e figlio per vivere con "una signora che era la più anziana di lui di parecchi anni" ma che poche settimane prima della sua morte si era sparato a seguito di una discussione con la sua amante.
(Senza firma, The New York Times, 6 aprile 1887)
Guilaumet è sepolto nel cimitero di Montmartre. La sua tomba reca una scultura di Louis-Ernest Barrias di una Young girl from Bou Saâda (Ragazza di Bou Saâda), che fa cadere fiori su un ritratto di Guillaumet in rilievo su un medaglione.

## Dipinti
- Arab Ploughing with Camels in the Evening Landscape, 1861
- The Oasis, 1862
- Evening Prayer in the Sahara Archiviato il 24 luglio 2021 in Internet Archive., 1863, exhibited at the Salon of 1863 (Musée d'Orsay)
- The Sahara, also known as The Desert, 1867 (Musée d'Orsay)
- Laghouat, Algerian Sahara Archiviato il 22 aprile 2021 in Internet Archive., 1879, exhibited at the Salon of 1879 (Musée d'Orsay)
- Saharan Dwelling, near Biskra, Algeria, 1882 (Chrysler Museum of Art)
- Dogs of the Douar Devouring a Dead Horse in the Gorges of El Kantar, 1883
- Irrigation Channel, near Biskra, Algeria Archiviato il 4 marzo 2016 in Internet Archive., 1884, exhibited at the Salon of 1885 (Musée d'Orsay)
- Mountains in North Africa, with a Bedouin Camp (The National Gallery)
- Weavers of Bou-Saada, exhibited at the Salon of 1885 (Musée d'Orsay)
- Inside Bou-Saâda Archiviato il 27 agosto 2011 in Internet Archive. (Musée d'Orsay)
- Flute Players in bivouac, location Musée d'Orsay Salle des Orientalist

## Galleria d'immagini

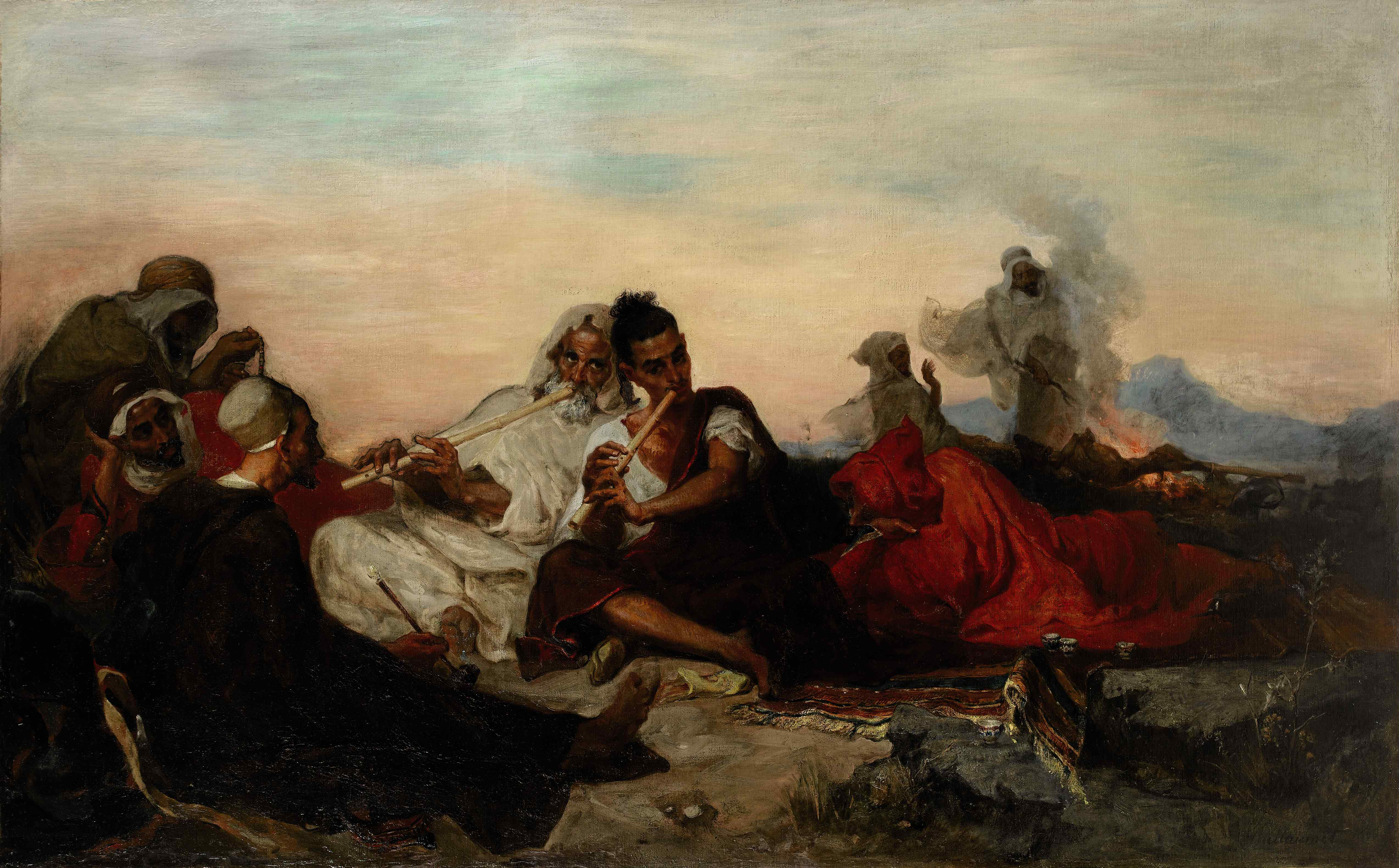
I suonatori di flauto al bivacco, Algeria 1866
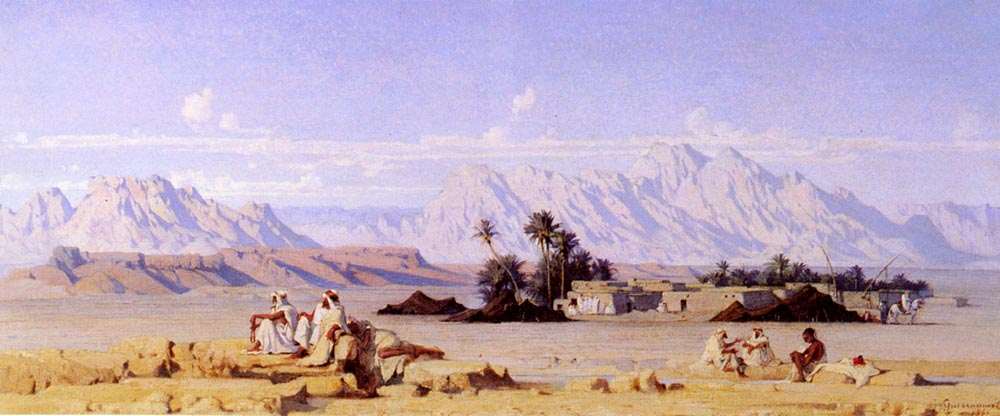
The Oasis, 1862
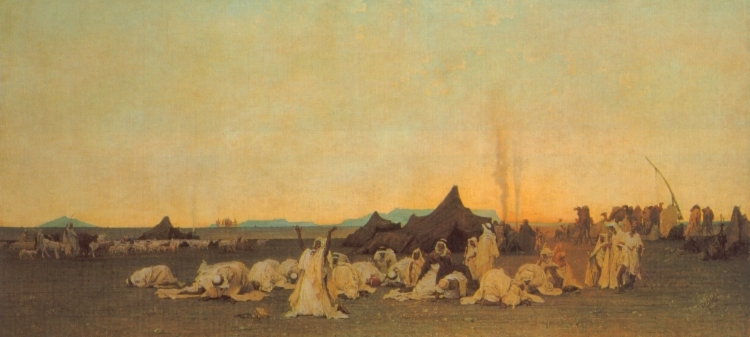
Evening Prayer in the Sahara, 1863 (Musée d'Orsay)
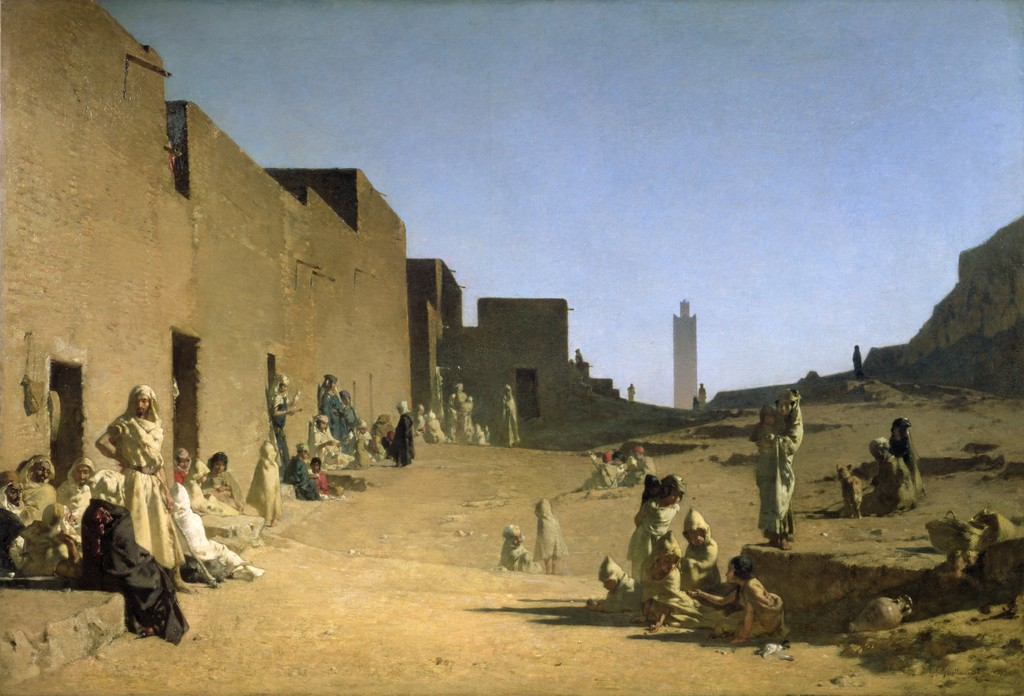
Laghouat, Algerian Sahara, 1879 (Musée d'Orsay)
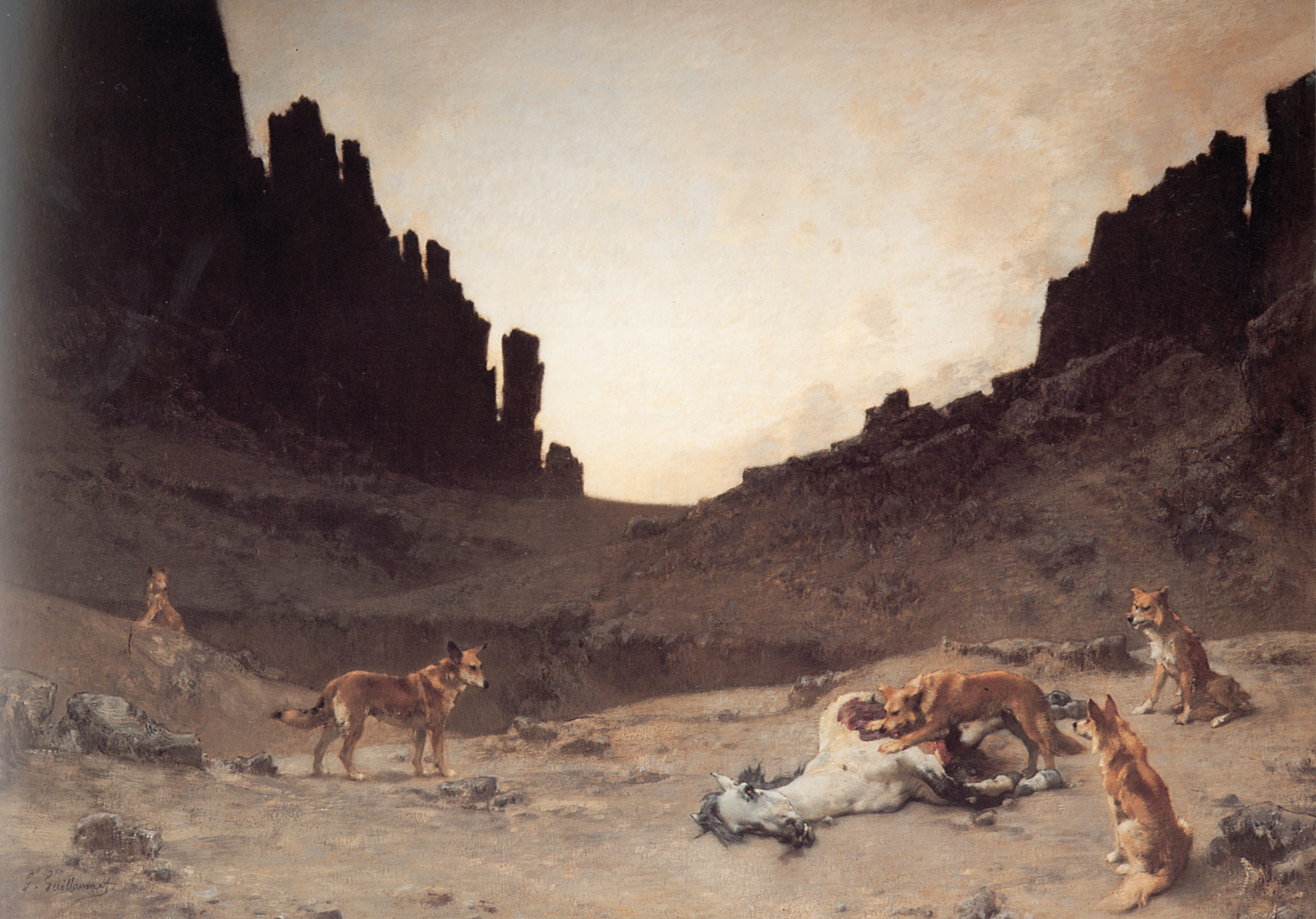
Cani del Douar che divorano un cavallo morto nelle gole di El Kantar, 1883